# Marta de Betània
Marta de Betània (o Tamar) és un personatge bíblic que apareix en el Nou Testament, germana de Maria i Llàtzer de Betània. És venerada com a santa a totes les confessions cristianes.

## Vida segons els evangelis
Va viure a Betània, un poble als afores de Jerusalem. En la seva casa es va allotjar Jesús almenys tres cops (Mt. 21: 17; Mr. 11:1, 11, 12; Lc. 10:38; Jn. 11:1).
És citada als evangelis en tres ocasions:
- a l'Evangeli segons Lluc, Lc 10:38-42: Marta i Maria acullen Jesús a casa seva; mentre Marta s'ocupa de les tasques domèstiques, per tal d'atendre el convidat, Maria seu i escolta la seva paraula. Marta es plany a Jesús i aquest li diu: Marta, Marta, tu et preocupes i t'amoïnes per moltes coses, però només una és la cosa que ens cal. Maria ha triat la millor part, i ningú no li podrà treure'n.
- A l'Evangeli segons Joan, Jn 11:1-46: les dues germanes fan cridar Jesús perquè vingui a guarir Llàtzer, qui és malalt; Crist arriba tard i Llàtzer ja és mort. Jesús parla amb Marta i n'obté una professió de fe: «Sí, oh Senyor, jo crec que tu ets el Crist, el Fill de Déu que ha de venir al món». Jesús llavors ressuscita Llàtzer.
- A l'Evangeli segons Joan, Jn 12:1-8: Llàtzer i ses germanes conviden Jesús a un sopar. Marta serveix la taula i durant el sopar, Maria ungeix els peus de Jesús amb un ungüent de molt preu i els eixuga amb els cabells. El fet també es narra a l'Evangeli segons Mateu (Mt 26:6-13) i l'Evangeli segons Marc (Mc 14:3-9), però no s'hi anomenen les germanes i el sopar s'ubica a casa de Simó el lleprós.

## Llegenda de Marta, Maria i Llàtzer
Durant l'Edat Mitjana es van desenvolupar dues tradicions totalment diferents i sense cap fonament real per a explicar la vida dels tres germans de Betània després de la seva resurrecció. Les dues tradicions són recollides, acríticament i barrejades (tot i ser contradictòries) a la Llegenda àuria.

### Tradició ortodoxa: Xipre
Segons la tradició ortodoxa, Santa Marta anà fins a Xipre amb els seus germans, fugint dels jueus que els buscaven perquè predicaven la ressurrecció de Crist. Allí, Llàtzer va ser nomenat bisbe de Larnaka/Kittim i hi van morir tots tres.

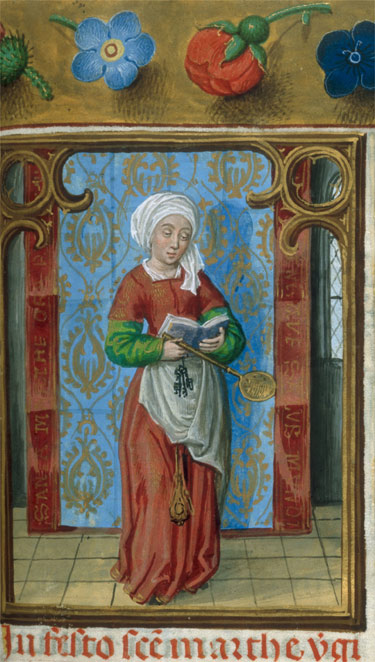
Miniatura del Saltiri d'Elisabet, obra flamenca de 1497
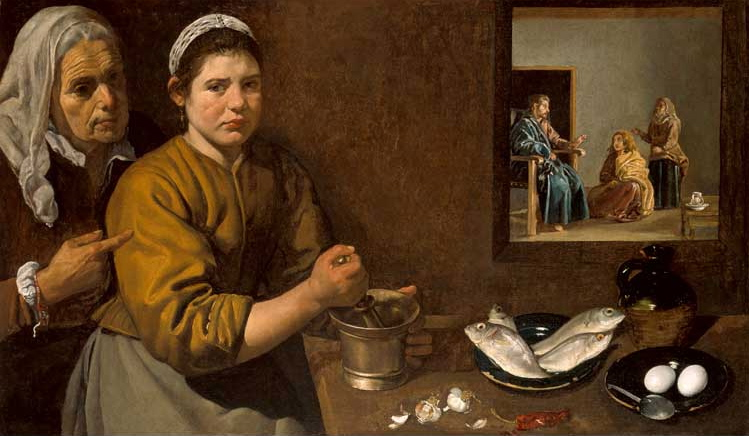
Crist a casa de Marta i Maria per Velázquez, 1618 (Londres, National Gallery)
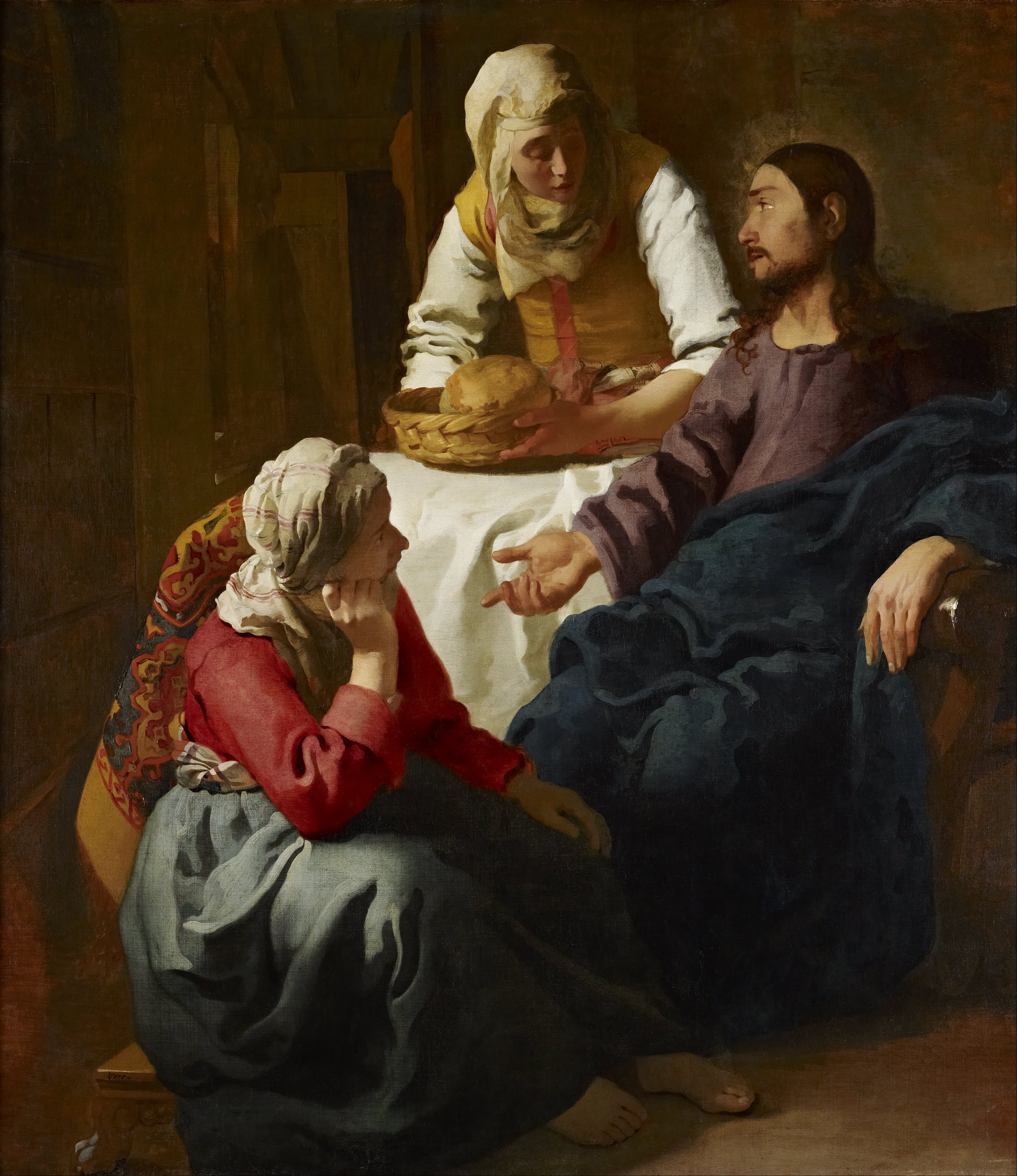
Marta i Maria, per Vermeer, 1654-55 (Edimburg, National Gallery of Scotland)
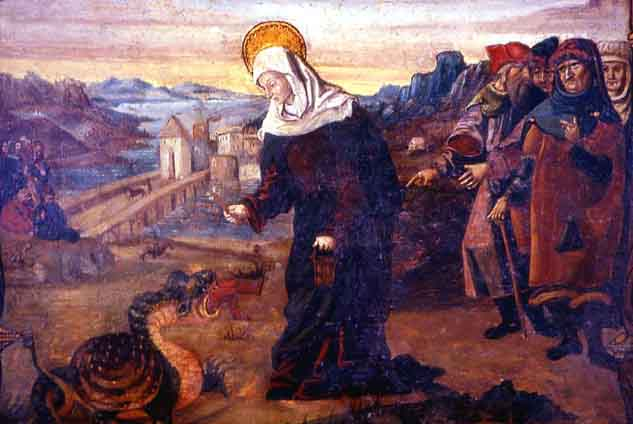
Marta amb la tarasca, per Andreu Abellon, s. XV (Sant Maissimin, Santa Maria Magdalena)

### Tradició occidental: orígens nobles
Llàtzer, Marta i Maria vivien al castell de Magdalo i eren membres d'una noble i poderosa família descendent de reis; els seus pares es deien Cir i Èucaris. La família tenia aquest castell, proper a Natzaret, les terres de Betània i una part de les de Jerusalem, que van repartir-se entre tots tres: Maria, el castell de Magdalo (d'aquí el nom de Maria Magdalena), Martà Betània i Llàtzer, la part de Jerusalem. Maria es va lliurar a la vida disoluta i als plaers; Llàtzer es va fer cavaller i Marta era l'única que tenia cura dels assumptes domèstics i va administrar sàviament la riquesa dels tres, i encara podia dedicar-ne una bona part a la caritat amb els necessitats. Quan Crist va ascendir al cel, van vendre totes les seves possessions i es van dedicar a la predicació de la bona nova.

### Tradició occidental: Marta a la Gàl·lia
Després de la mort de Crist, els tres germans van fugir de Palestina, juntament amb la serventa Marcel·la, Maximí, Celidoni, Josep d'Arimatea i altres deixebles de Crist. Van arribar navegant a les costes de Provença i van desembarcar a les Santes Maries de la Mar: era l'any 48. Mentre Llàtzer va esdevenir el primer bisbe de Marsella i Maria s'hi va fer eremita, Marta, amb Marcel·la, va arribar a Tarascó, on va vèncer una terrible bèstia, la tarasca, que n'assolava les terres. Només pregant i fent servir aigua beneita, va fer que el monstre s'empetitís fins a arribar a ésser inofensiu; llavors, el va conduir lligat a la ciutat de Nerluc, on els habitants van matar la bèstia. En honor del fet, la ciutat canvià el seu nom i des de llavors es diu Tarascó. Marta s'hi establí i hi visqué fins a la mort.
La suposada tomba de Marta, a la casa on va viure, va donar origen a una església que va esdevenir un lloc important de pelegrinatge durant tota l'Edat Mitjana com a Catedral de Santa Marta de Tarascon.

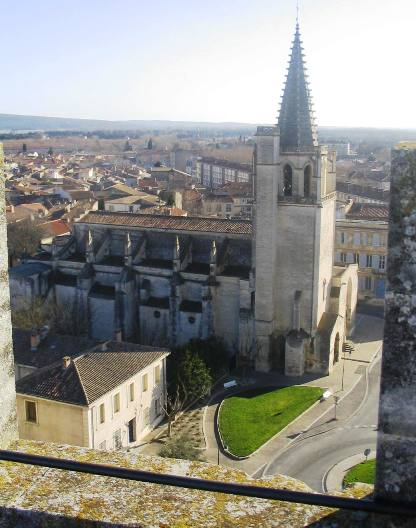
Catedral Sainte-Marthe a Tarascon
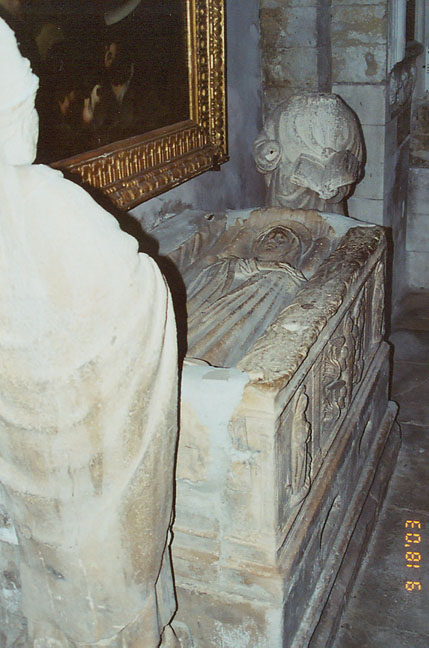
Sepulcre de Santa Marta a Tarascon, per Francesco Laurana, s. XV
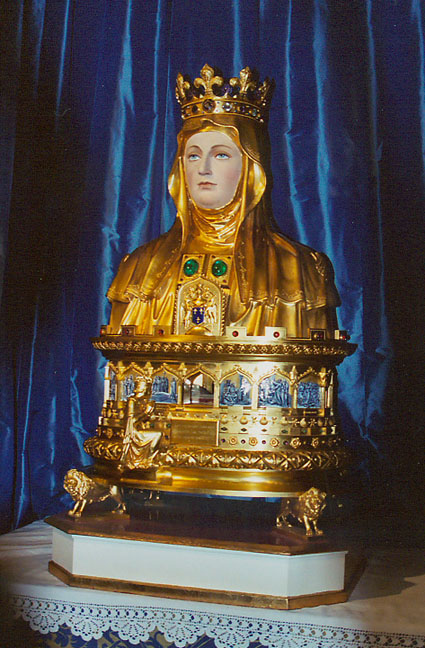
Relicari de Santa Marta, a Tarascon, s. XIX
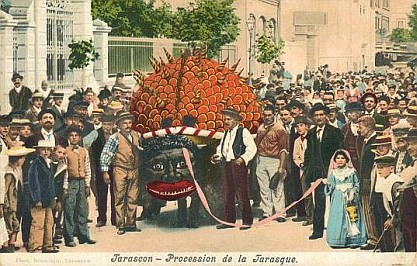
Postal antiga amb la festa de Santa Marta a Tarascon, on es recrea l'episodi de la tarasca

## Tomba de Tarascon
A la Catedral de Tarascon, hi ha un sepulcre del segle xv, anomenat Tomba de Santa Marta, esculpit per Francesco Laurana i que havia estat encarregat per Renat I d'Anjou. A la base hi ha dues obertures a través de les quals hom podia tocar les relíquies de l'interior. Els relleus del sepulcre mostren: Marta i la tarasca, Santa Maria Magdalena pujada al cel pels àngels, i Sant Llàtzer com a bisbe. A banda i banda del sepulcre hi ha les figures de Sant Front de Perigús, que va ser present al funeral de la santa, i Santa Marcel·la, la seva servent.
A més, s'hi conserva un reliquiari del segle xix, que reprodueix l'antic del segle xv, ofert per Lluís XI de França i que va ser fos el 1793. Llavors, també es van perdre les relíquies. Només se'n conserven a Tarascon uns petits fragments ossis.
A Roujan, es conserva un reliquiari amb el braç esquerre i la mà que van arribar, des de Tarascon, al priorat de Notre Dame de Cassan, al segle xv.

## Iconografia
Se la representa com una dona madura, a vegades d'expressió adusta, vestida amb túnica i mantell, Els seus atributs més característics son una caldereta d'aigua beneita i el corresponent salpasser, que segons la llegenda va fer servir per amansir el drac. El drac, la terrible tarasca, també l'acompanya sovint. El té als seus peus, lligat o encadenat. La presència del drac pot fer que es confongui a primer cop d'ull amb santa Margarida d'Antioquia. Però mentre Margarida porta una creu per combatre el monstre, Marta es distingeix per la caldereta o el salpasser.
La visita de Jesús a la casa de Llàtzer, Marta i Maria a Betània també ha estat una freqüent font d'inspiració per als artistes, Velázquez va pintar la visita de Jesús a casa de Marta i Maria (obra a la National Gallery de Londres) i va fer servir l'escena com a pretext per a una representació de vida quotidiana i una composició de natura morta. Vermeer (quadre a la National Gallery of Scotland) mostra les dues germanes escoltant Jesús, cada una d'elles reflectint el seu caràcterː Marta activa i Maria contemplativa.
Marta també apareix a les representacions de la resurrecció de Llàtzer.
A part dels atributs més típics, també en pot mostrar altres que la caracteritzen com a mestressa de casaː una escombra, un cullerot, unes claus, etc.
Obresː
- Retaule de Santa Marta a l'església de Sant Fruitós d'Iravals, obra del segle xiv atribuïda a un pintor de l'anomenat Grup d'Iravals.[2]
- Retaulet de Santa Marta, obra de fusta tallada i policromada de cap a 1500-1525 (Monestir de Pedralbes)
- Imatge que presidia la façana de la casa del gremi d'hostalers i taverners de Barcelona al desaparegut carrer de la Corríbia (actualment al Museu d'Història de Barcelona)
- Imatge a la façana de l'antiga església de santa Marta de Barcelona, traslladada a l'Hospital de sant Pau